# Adenocarpus foliolosus
Adenocarpus foliolosus är en ärtväxtart som först beskrevs av William Aiton, och fick sitt nu gällande namn av Dc. Adenocarpus foliolosus ingår i släktet Adenocarpus och familjen ärtväxter. Inga underarter finns listade i Catalogue of Life.